# ثورة القرنفل
تُعرف ثورة القرنفل أيضًا باسم ثورة 25 أبريل. بدأت انقلاباً عسكرياً في 25 أبريل 1974 في لشبونة أطاح بنظام إستادو نوفو السلطوي. بدأت الثورة انقلاباً نظمته حركة القوات المسلحة المؤلفة من الضباط العسكريين المعارضين للنظام، ولكن سرعان ما اقترن بحملة مقاومة مدنية شعبية غير متوقعة. أدت الثورة إلى سقوط نظام إستادو نوفو، منهية بذلك حروب البرتغال الاستعمارية، ثم بدأت عملية ثورية من شأنها أن تؤدي إلى تحول البرتغال إلى الديمقراطية.
حصلت الثورة على هذا الاسم انطلاقًا من حقيقة أنه لم يُطلق أي رصاص خلالها، وعرضت سيليستي كاييرو القرنفل على الجنود عندما خرج السكان إلى الشوارع للاحتفال بنهاية الدكتاتورية، وحذا متظاهرون آخرون حذوهها، ووُضع القرنفل في كمامات البنادق وعلى ملابس الجنود.
يوم 25 أبريل هو يوم وطني في البرتغال لأنه يحيي ذكرى يوم الحرية، يوم الثورة.

## نظرة عامة
حكمت الدكتاتورية الاستبدادية البرتغال منذ عام 1933، وهي حكومة إستادو نوفو أو الدولة الجديدة. تطورت الإستادو نوفو بدورها، من الدكتاتورية الوطنية التي أُقيمت بعد انقلاب 28 مايو 1926 (الذي أُطلق عليه «الثورة الوطنية» في عهد إستادو نوفو).
غيّرت الثورة الحكومة من دكتاتورية إلى ديمقراطية وأحدثت تغييرات اجتماعية واقتصادية وإقليمية وديمغرافية وسياسية هائلة. تطورت هذه التغييرات خلال (وبعد) فترة انتقالية مدتها سنتان تُعرف باسم العملية الثورية المستمرة، والتي تميزت بالاضطرابات الاجتماعية ونزاعات القوة بين القوى السياسية اليسارية واليمينية.
على الرغم من المناشدات الإذاعية المتكررة من الثوار التي تطالب السكان بالبقاء في منازلهم، فقد نزل الآلاف من المواطنين البرتغاليين إلى الشوارع واختلطوا مع المتمردين العسكريين. أعاد الانقلاب الديمقراطية إلى البرتغال، وأنهى الحرب الاستعمارية التي لم تحظَ بالشعبية (والتي جنّدت آلاف المواطنين البرتغاليين إجباريًا في الخدمة العسكرية)، واستبدل نظام إستادو نوفو وشرطته السرية (التي كبحت الحريات المدنية والحرية السياسية). بدأ الانقلاب كعصيان قام به الضباط من رتبة نقيب في القوات المسلحة البرتغالية ضد القانون: ديسمبر 73/353 لعام 1973.
نُظمت مجموعة من الضباط البرتغاليين من ذوي الرتب الدنيا تحت اسم «حركة القوات المسلحة»، بمن فيهم بعض الذين قاتلوا في حرب العصابات المؤيدة للاستقلال في أراضي الإمبراطورية البرتغالية في أفريقيا، وأطاحوا بنظام إستادو نوفو الذي كان يحكم البرتغال منذ ثلاثينيات القرن العشرين.
تعهد النظام البرتغالي الجديد بإنهاء الحروب الاستعمارية، وبدأ مفاوضات مع حركات الاستقلال الأفريقية. بحلول نهاية عام 1974، سُحبت القوات البرتغالية من غينيا البرتغالية التي كانت دولة عضو في الأمم المتحدة. وعقب ذلك استقلال الرأس الأخضر وموزمبيق وساو تومي وبرينسيب وأنغولا الذين تبعوا للإمبراطورية البرتغالية في عام 1975. أدت ثورة القرنفل أيضًا إلى انسحاب البرتغال من تيمور الشرقية في جنوب شرق آسيا. دفعت هذه الأحداث إلى هجرة جماعية للمواطنين البرتغاليين من الأراضي البرتغالية في البرتغال (معظمهم من أنغولا وموزامبيق)، وخلقت أكثر من مليون لاجئ برتغالي (عائدين إلى بلدهم الأم).
على الرغم من قتل الشرطة السياسية أربعةَ أشخاص قبل الاستسلام، فقد كانت الثورة غير عادية لأن الثوار لم يستخدموا العنف لتحقيق أهدافهم. انضم الكثير من الناس إلى الجنود الثوريين حاملين القرنفل الأحمر في شوارع لشبونة في فرح ظاهر ونشوة مسموعة. الأحمر هو لون الاشتراكية والشيوعية، التي كانت الميول الأيديولوجية للعديد من المتمردين المناهضين لإستادو نوفو.
كانت تلك الثورة نهايةً لنظام إستادو نوفو (أطول نظام استبدادي في أوروبا الغربية)، وتفكك الإمبراطورية البرتغالية. في أعقاب الثورة، أُعيدت صياغة دستور جديد، وحُظرت الرقابة، وسُمح بحرية التعبير، وأُطلق سراح السجناء السياسين، ومُنحت الأراضي البرتغالية خارج البرتغال في جنوب الصحراء في أفريقيا استقلالها. مُنحت تيمور الشرقية أيضًا الاستقلال، قبل وقت قصير من غزوها لإندونيسيا.

## الثورة
في فبراير 1974، قرر كايتانو إقالة الجنرال أنطونيو دي سبينولا من الرئاسة كمواجهة للخلاف المتزايد لسبينولا حول ترقية الضباط العسكريين وتوجيه السياسة الاستعمارية البرتغالية. حدث هذا بعد وقت قصير من نشر كتاب سبينولا البرتغال والمستقبل، والذي عبر فيه عن آرائه السياسية والعسكرية في الحرب الاستعمارية البرتغالية. قام العديد من الضباط العسكريين -الذين عارضوا الحرب- بتشكيل وزراة الشؤون الخارجية للإطاحة بالحكومة في انقلاب عسكري. ترأس كل من فيكتور ألفيس وأوتيلو سارافيا دي كارافالهو وفاسكو لورينكو حركة القوات المسلحة، وانضم سالغيريو مايا إليها في ما بعد.
ساعدت الحركة ضباط الجيش البرتغاليين الآخرين الذين دعموا سبينولا والإصلاح المدني والعسكري الديمقراطي. هناك تكهنات حول قيادة فرانسيسكو دا كوستا غوميز للثورة.
امتلك الانقلاب إشارتين سريتين؛ الأولى هي البث في الساعة 10:55 مساءً في الأول في 24 أبريل، وهو بث باولو دي كارفالهو حول «انضمام البرتغال إلى مسابقة الأغنية الأوروبية عام 1974» على إيموريس أسوسادوس دي ليسبوا، إذ نبه قادة المتمردين والجنود إلى بدء الانقلاب. جاءت الإشارة الثانية في الساعة 12:20 من صباح يوم 25 أبريل عندما بث راديو رينوريناسينكا أغنية «غراندولا، المدينة الداكنة» (للمخرج والمغني الشعبي السياسي المؤثر زيكا أفونسو، والذي حُظر من الإذاعة البرتغالية في ذلك الوقت). أعطت حركة القوات المسلحة الإشارات لتولي نقاط القوة الاستراتيجية في البلاد.
رضخت حكومة كايتانو بعد ست ساعات. على الرغم من النداءات الإذاعية المتكررة من «نقيبو أبريل» (حركة القوات المسلحة) التي تنصح السكان بالبقاء في منازلهم، خرج الآلاف من البرتغاليين إلى الشوارع، مختلطين بالمتمردين العسكريين ويدعمونهم. كانت نقطة التجمع الرئيسية هي سوق لشبونة للزهور، ثم تزودوا بزهور القرنفل (التي كانت في موسمها).
وضع بعض المتمردين القرنفل في سبطانات البنادق، وهي صورة بُثت على شاشات التلفزيون في جميع أنحاء العالم وأعطت الثورة اسمها. رغم أن المظاهرات الجماهيرية لم تسبق الانقلاب، فقد حولت المشاركة المدنية التلقائية الانقلاب العسكري إلى ثورة شعبية «بقيادة ضباط الجيش المتطرفين والجنود والعمال والفلاحين الذين أطاحوا بدكتاتورية سالازار الشائنة، مستخدمين لغة الاشتراكية والديموقراطية». لاحظ أحد المراقبين المعاصرين في ذلك الوقت أن «محاولة تجذير النتيجة» حظيت بدعم جماهيري ضئيل وقُمعت بسهولة من قبل الحزب الاشتراكي البرتغالي وحلفائه.
وجد كايتانو ملجأً في مركز الشرطة العسكرية الرئيسي في لشبونة في لارغو دو كارمو. كان هذا المبنى محاطًا بحركة القوات المسلحة، والتي ضغطت عليه للتنازل عن السلطة للجنرال سبينولا. هرب كايتانو والرئيس أميريكو توماس إلى البرازيل؛ قضى كايتانو بقية حياته هناك، وعاد تومس إلى البرتغال بعد بضع سنوات. راقبت إسبانيا الثورة عن كثب، إذ كانت الحكومة (والمعارضة) تخطط لخلافة الدكتاتور الإسباني فرانسيسكو فرانكو. توفي فرانكو بعد عام ونصف، في عام 1975.

## يوم الحرية
يوم الحرية (25 أبريل) هو يوم وطني، مع الاحتفالات والعفوية التي ترعاها الدولة للحريات المدنية والسياسية التي تحققت بعد الثورة. وهو إحياء لذكرى انقلاب 25 أبريل 1974، ولأول انتخابات حرة في البرتغال في العام التالي من ذلك الوقت.

## احتفالات
بدأ بناء جسر 25 أبريل في 5 نوفمبر من عام 1962، وافتُتح في 6 أغسطس من عام 1966 باسم جسر سالازار، الذي سمي على اسم زعيم إستادو نوفو أنطونيو دي أوليفيرا سالازار. بعد فترة وجيزة من ثورة القرنفل، تغير اسم الجسر إلى جسر 25 أبريل لإحياء ذكرى الثورة.
صُور المواطنون الذين أزالوا علامة «سالازار» النحاسية الكبيرة من العمود الرئيسي للجسر ورسموا لوحة «25 أبريل» المؤقتة في مكانها. أُعيدت تسمية العديد من الشوارع والساحات البرتغالية باسم ثورة 25 أبريل. اختار دار صك النقود البرتغالية الذكرى الأربعين لثورة القرنفل لطرح نقش تذكاري للعملة من قيمة 2 يورو لعام 2014.